# Tvrdošovce
Tvrdošovce é um município da Eslováquia, situado no distrito de Nové Zámky, na região de Nitra. Tem 55,56 km² de área e sua população em 2018 foi estimada em 5.082 habitantes.

## Demografia
| Ano:        | 1994 | 2004   | 2014   | 2024   |
| ----------- | ---- | ------ | ------ | ------ |
| Broj ljudi: | 5145 | 5239   | 5172   | 5062   |
| Razlika:    |      | +1,82% | -1,27% | -2,12% |

| Ano:               | 2023 | 2024   |
| ------------------ | ---- | ------ |
| Número de pessoas: | 5089 | 5062   |
| Diferença:         |      | -0,53% |